# Црква Светог Јована Крститеља у Појани Брашов
Црква Светог Јована Крститеља (рум. Biserica Sf. Ioan Botezătorul) налази се у познатом ски центру Појана Брашов удаљена 12 километара од града Брашова у Румунији на надморској висини од 1.050 метара испод највишег дела планинског масива Поставарул окружена столетним четинарским шумама . Црква је саграђена 2000. године добровољним прилозима верника и припада Румунској православној цркви а старешина овога храма је архимандрит Христофор Букур (рум. Hristofor Bucur). Архитектонски црква припада традиционалном стилу цркава брвнара из области Марамуреш са севера Трансилваније и саграђена је у потпуности од дрвета.

## Галерија слика
- Унутрашњост цркве
- Детаљи на иконостасу